# Sphyraena putnamae
Sphyraena putnamae és un peix teleosti de la família dels esfirènids i de l'ordre dels perciformes.

## Morfologia
Pot arribar als 90 cm de llargària total.

## Distribució geogràfica
Es troba des de les costes del Mar Roig i de l'Àfrica oriental fins a Nova Caledònia, Vanuatu, sud del Japó, Fidji i Tuvalu.